# アローダイアグラム法
Arrow diagramming method(ADM) は、アクティビティを矢印で表すネットワークダイアグラム手法である  。
ADM は、Activity-on-arrow (AOA) メソッドとしても知られている。

## 使用法
ADM は、プロジェクト計画で活動をスケジュールするために使用される。アクティビティ間の優先関係は、1 つ以上の矢印で結ばれた円形で表される。矢印の長さは、関連するアクティビティの期間を表す。 ADM は終了と開始の関係のみを表す。つまり、後続のアクティビティが開始する前に、各アクティビティが完了となる。
タスク間の依存関係を表すために「ダミー タスク」が追加されることがあるが、これは実際のアクティビティを表すものではない。ダミータスクは、実際のアクティビティだけでは表現できない優先順位を示すために追加される。このようなダミータスクの完了時間は、多くの場合 0 である。
プロジェクト管理の為の ADM の使用は、コンピューターベースのスケジューリングツールの採用により減少しつつある。さらに、Precedence diagram method (PDM) 、またはActivity-on-node (AON) は、ADM よりも好まれる傾向にある。
ADM ネットワーク描画方法は、各ノードまたはイベントの開始と終了が矢印で接続される。矢印の始点はノードから出て、矢印の先端はノードに入る。 2 つのノードの間には、アクティビティを表す矢印がある。円形ノードで表されるイベントは、時間もリソースも消費しない。
- ノードは、プロジェクト内で特定の定義可能な成果。
- 持続時間はゼロで、リソースの消費もない。
- ノードにつながるすべてのアクティビティは、このノードに続くアクティビティ ラインを開始する前に完了する必要がある。